# Ober- und Mittellauf der Mur mit Puxer Auwald, Puxer Wand und Gulsen
Ober- und Mittellauf der Mur mit Puxer Auwald, Puxer Wand und Gulsen este o arie protejată (arie specială de conservare — SAC, sit de importanță comunitară — SCI) din Austria întinsă pe o suprafață de 1.319,37 ha, integral pe uscat.

## Localizare
Centrul sitului Ober- und Mittellauf der Mur mit Puxer Auwald, Puxer Wand und Gulsen este situat la coordonatele 47°11′25″N 14°47′25″E / 47.1902°N 14.7902°E.

## Înființare
Situl Ober- und Mittellauf der Mur mit Puxer Auwald, Puxer Wand und Gulsen a fost declarat sit de importanță comunitară în iulie 1998 pentru a proteja 1 specie de plante și 41 de specii de animale. Situl a fost protejat și ca arie specială de conservare în mai 2006.

## Biodiversitate
Situată în ecoregiunea alpină, aria protejată conține 8 habitate naturale: Lacuri eutrofice naturale cu vegetație de tip Magnopotamion sau Hydrocharition, Râuri de munte și vegetația erbacee de pe malurile acestora, Râuri de munte și vegetația lor lemnoasă cu Salix elaeagnos, Pajiști carstice calcaroase sau bazofile, de Alysso-Sedion albi, Pajiști calaminariene cu Violetalia calaminariae, Pajiști uscate seminaturale și facies de acoperire cu tufișuri pe substraturi calcaroase (Festuco-Brometalia) (* situri importante pentru orhidee), Pante stâncoase silicioase cu vegetație casmofită, Păduri aluvionare cu Alnus glutinosa și Fraxinus excelsior (Alno-Padion, Alnion incanae, Salicion albae).
La baza desemnării sitului se află mai multe specii protejate:
- plante (1): Asplenium adulterinum
- păsări (31): fluierar de munte (Actitis hypoleucos), pescăruș albastru (Alcedo atthis), rață cârâitoare (Anas querquedula), fâsă de pădure (Anthus trivialis), stârc cenușiu (Ardea cinerea), ciuf-de-pădure (Asio otus), rață-cu-cap-castaniu (Aythya ferina), buha (Bubo bubo), mugurar roșu (Carpodacus erythrinus),  prundaș gulerat mic (Charadrius dubius), barză neagră (Ciconia nigra), porumbel gulerat (Columba palumbus), ciocănitoare neagră (Dryocopus martius), șoim călător (Falco peregrinus), șoimul rândunelelor (Falco subbuteo), muscar-gulerat (Ficedula albicollis), lișiță (Fulica atra), găinușă de baltă (Gallinula chloropus), pescăruș râzător (Larus ridibundus), privighetoare (Luscinia megarhynchos), ferestrașul mare (Mergus merganser), codobatura galbenă (Motacilla flava), vultur pescar (Pandion haliaetus), viespar (Pernis apivorus), ciocănitoare verzuie (Picus canus), pițigoi-pungar (Remiz pendulinus), lăstun de mal (Riparia riparia), turturică (Streptopelia turtur), sturz-cântător (Turdus philomelos), sturz (Turdus pilaris), sturzul de vâsc (Turdus viscivorus)
- amfibieni (2): izvoraș-cu-burta-galbenă (Bombina variegata), Triturus carnifex
- mamifere (4): liliac cârn (Barbastella barbastellus), liliac cărămiziu (Myotis emarginatus), liliac comun (Myotis myotis), liliacul mic cu potcoavă (Rhinolophus hipposideros)
- pești (4): zglăvoacă (Cottus gobio), Eudontomyzon mariae, lostriță (Hucho hucho), porcușor de vad (Romanogobio uranoscopus)

Pe lângă speciile protejate, pe teritoriul sitului au mai fost identificate 39 de specii de plante, 5 specii de păsări, 4 specii de amfibieni, 6 specii de mamifere, 2 specii de nevertebrate, 1 specie de pești, 3 specii de reptile.